# Charles Lee (forskare)
Charles Lee, född 1 april 1969 i Seoul i Sydkorea, är en amerikansk forskare, som är direktör och professor vid The Jackson Laboratory for Genomic Medicine. Han är utbildad i Kanada och 1996 tog han sin doktorsexamen i medicin vid University of Alberta.

## Biografi
Lee tog 1990 en kandidatexamen i genetik och 1993 en masterexamen i patologi vid Universitetet i Alberta. År 1996 doktorerade han på en avhandling om medicinska vetenskaper vid samma universitet.
Åren 1996 – 1999 forskade han vid universitetet i Cambridge, England, genom ett stipendium från Natural Sciences and Engineering Research Council of Canada (NSERC) och följde upp detta med ett fellowship för klinisk cytogenetik vid Harvard Medical School. 

## Vetenskapligt arbete
Under sin karriär har Lee varit instruktör i patologi åren 2001 – 2003, biträdande professor i patologi 2003 – 2008 och docent i patologi 2008 – 2013 vid Harvard Medical School. År 2013 tillträdde han positionen som föreståndare och professor för genomisk medicin vid Jackson Laboratory.
Lee har bland annat upptäckt att människans arvsmassa innehåller stora sjok som skiljer sig åt mellan olika människor (large-scale copy number variation) och att variationerna kan kopplas till en lång rad sjukdomar. Man hade dessförinnan trott att människans arvsmassa var tämligen lika.
Lee är också för närvarande ordförande för Human Genome Organisation (HUGO).